# Равнец (Тюменская область)
Равнец — село в Ишимском районе Тюменской области России.  Административный центр Равнецкого сельского поселения.

## География
Находится в 21 км от районного центра города Ишима и в 299 км от областного центра — Тюмени. В селе 5 улиц: Зелёная, Молодёжная, Новая, Центральная и Школьная.

## История
Основано в 1895 году переселенцами из Ливенского уезда Орловской губернии в честь одноимённого села, в котором они проживали ранее. В Равнеце были уроженцы других уездов Орловской губернии, а также Екатеринославской, Курской, Могилёвской, Харьковской, Херсонской, Черниговской губерний. Первоначально являлся посёлком и входил в состав Боровской волости Ишимского уезда Тобольской губернии.
Собственной церкви в Равнеце не было, её жители были прихожанами Храма в честь Казанской иконы Божией Матери, расположенном в селе Боровом.
С 1918 года уезд передан Тюменской губернии, с 27 августа 1919 года по 21 апреля 1920 в составе — Омской губернии, потом вновь возвращён в Тюменскую губернию. В конце 1919 года на территории уезда образован Равнецкий сельсовет. После упразднения губернии и Ишимского уезда постановлениями ВЦИК от 3 ноября 1923 и 12 ноября 1923 года, ликвидации волостного деления, в том числе Боровской волости, Равнецкий сельсовет вошёл в состав Жиляковского района Ишимского округа Уральской области. 8 августа 1930 года постановлением ЦИК и СНК СССР Ишимский округ ликвидирован. Постановлением ВЦИК от 10 июня 1931 года ликвидирован и Жиляковский район, а его территория вошла в состав Ишимского района. 17 января 1934 года постановлением ВЦИК упразднена уже Уральская область, Ишимский район включён в состав Челябинской, однако уже 7 декабря 1934 года район передан Омской области.
19 сентября 1939 года Указом Президиума Верховного Совета РСФСР Равнецкий сельсовет упразднён, его территория, включая село Равнец, вошла в состав Макаровского сельсовета. 23 апреля 1959 года Макаровский сельсовет переименован в Равнецкий с центром в селе Равнец.
С образованием 14 августа 1944 года Тюменской области Ишимский район, включая село Равнец, вошёл в её состав.
Согласно закону Тюменской области от 5 ноября 2004 года входит в состав Равнецкого сельского поселения и является его административным центром.

## Население
| 2010 |
| ---- |
| 596  |

## Экономика
В период коллективизации в Равнеце организован колхоз «Труженик» (1929). В 1953 году он был укрупнён за счёт колхозов близлежащих деревень и переименован в колхоз имени XXII съезда КПСС, который в течение 24 лет возглавляла Герой Социалистического Труда Ольга Георгиевна Гриднева. Поголовье крупного рогатого скота в колхозе достигало 5600, а площадь посевных — 5 тысяч гектар. В 1992 году колхоз преобразован в ТОО «Русь». В 2007 году «Русь» сменило ЗАО МТС «Гагаринская», которое было в свою очередь преобразовано в аграрную компанию «Авангард». Поголовье крупного рогатого скота в конце 2015 года составляла порядка 800.
В селе Равнец также действует предприятие по переработке рыбы.

## Социальная сфера и культура
В селе расположены средняя школа, фельдшерско-акушерский пункт, больница, дом культуры с библиотекой, спортивный зал, волейбольная площадка, футбольное поле и отделение почтовой связи, на базе которого действует многофункциональный центр оказания государственных услуг.
С декабря 1976 года в селе действует вокальный коллектив «Рушничок».

## Образование
В 1902 году в Равнеце открыта школа грамоты (тип церковно-приходской школы). Размещалась в собственном здании. В ней обучались и мальчики и девочки (в 1914 году соответственно 23 и 10).
После окончания гражданской войны в деревне открыли начальную школу, окончив которую дети должны были продолжить образование в Прокуткинской или Шаблыкинской семилетних школах.
Начальная школа располагалась в двух домах, которые ранее были жилыми, и изъяты в ходе раскулачивания крестьян. В каждом доме была лишь одна комната и небольшой коридор. Обучались в ней от 120 до 135 детей в две смены.
В годы Великой Отечественной войны процесс обучения был особенно трудным: не было чернил, тетрадей, вместо которых использовали газеты или старые книги, дрова заготавливались самими детьми, в связи с отсутствием электроэнергии и керосина для освещения использовались лучины или жировые коптилки. После учёбы школьники вязали теплые вещи для фронта или собирали их у населения и отправляли их бойцам, писали им письма.
В 1949 году в Равнеце открылась семилетняя школа. Она располагалась в четырёх зданиях, неприспособленных для проведения уроков. Занятия велись в две смены. Здания находились в аварийном состоянии и не подлежали ремонту. В школе не было раздевалок, физкультурного зала, буфета, библиотеки, пионерской и учительской комнат.
В июле 1964 года в Равнеце открыта восьмилетняя школа, для которого было специально построено новое здание. В ноябре того же года школе был присвоен статус средней. В следующем 1965 году в школе создан краеведческий музей.
Решением Думы объединённого муниципального образования Ишимский район в 2005 году школе присвоено имя Героя Советского Союза Леонида Иокинфовича Васильева.
В данный момент в школе обучаются около 100 человек. При школе действуют группы кратковременного пребывания для детей от 3 до 7 лет.

## Транспорт
Из Равнеца ходит автобус до села Стрехнино, кроме того проходит автобусный маршрут Кошкарагай — Стрехнино.